# 宮崎繁樹
宮崎 繁樹（みやざき しげき、1925年10月21日 - 2016年4月10日）は、日本の法学者。明治大学名誉教授。財団法人人権教育啓発推進センター顧問。専門は国際法。学位は、法学博士（明治大学・1962年）（学位論文「ザールラントの法的地位」）。

## 略歴
出典：
- 1926年新潟県新発田市出身
- 1939年麻布中学校中退
- 1942年陸軍幼年学校卒業
- 1945年
  - 陸軍士官学校卒業
  - 近衛歩兵第9連隊入隊。陸軍少尉
- 1947年
  - 公職追放（1951年に解除）
  - 高等試験司法科試験合格
- 1949年明治大学法学部法律学科卒業
- 1951年弁護士登録
- 1952年明治大学法学部非常勤講師
- 1953年明治大学法学部助教授
- 1959年明治大学法学部教授
- 1960年三和鉄軌工業監査役
- 1964年明治大学外国法インスティチュート所長（1973年まで）
- 1965年明治大学学生部長（1967年まで）
- 1975年明治大学法学部長（1976年まで）
- 1992年明治大学総長（1996年まで）[4]
- 1997年財団法人人権教育啓発推進センター理事長（2006年まで）

## 人物
- 元台湾人日本兵の戦後補償裁判に深くかかわった。
- 1968年の明大紛争時の同大学生部長。
- 父親は旧陸軍の宮崎繁三郎陸軍中将。

## 学外における役職
- 早稲田大学大学院法学研究科・法学部非常勤講師（1966年-1993年）
- 日本国際法律家協会副会長（1984年-1986年）
- 世界法学会理事長（1987年-1990年）
- 国際人権法学会理事長（1991年-1994年）[5]
- 朝鮮奨学会理事[6]

## 叙勲歴
- 勲二等旭日重光章受章

## 著書

### 単著
- 『国際法要論――国際法講義案』（文雅堂, 1955年）
- 『国際法における国家と個人』（未來社, 1963年）
- 『ザールランドの法的地位』（未來社, 1964年）
- 『国際法』（日本評論社, 1965年／新訂版, 1977年／三訂版, 1979年）
- 『人権と平和の国際法』（日本評論社, 1968年）
- 『戦争と人権』（学陽書房, 1976年）
- 『国際法綱要』（成文堂, 1984年）
- 『世界の人権と同和問題――人権の世紀をめざして』（明石書店, 1996年）

### 共著
- （松岡三郎）『あたらしい法律学』（青林書院, 1958年）
- （松岡三郎）『憲法と法学』（未來社, 1962年）
- （山崎真秀・中山研一）『現代の国家権力と法』（筑摩書房, 1978年）

### 編著
- 『亡命と入管法――各国における法的処遇』（築地書館, 1971年）
- 『多国籍企業の法的研究――入江啓四郎先生追悼』（成文堂, 1980年）
- 『国際法』（同文館出版, 1981年）
- 『現代国際人権の課題』（三省堂, 1988年）
- 『国際人権規約先例集――規約人権委員会精選決定集 (1-2)』（東信堂, 1989年-1995年）
- 『解説国際人権規約』（日本評論社, 1996年）

### 共編著
- （経塚作太郎・杉山茂雄）『国際法講義』（青林書院新社, 1970年）
- （鈴木二郎・隅谷三喜男）『日本と朝鮮を考える』（二月社, 1978年）
- （五十嵐二葉・水谷規男・佐々木光明）『国際人権基準による刑事手続ハンドブック』（星雲社, 1991年）
- （磯村英一）『現代の人権と同和問題』（明石書店, 1996年）
- 高等学校教科書『新現代社会』（三省堂，1982年～1993年）

### 訳書
- ケルゼン『ケルゼン全集（3）正義とは何か』（木鐸社, 1978年）
- ディビット・セルビー『ヒューマン・ライト――いま世界の人権は』（日本評論社, 1988年）
- カタリナ・トマチェフスキー『開発援助と人権』（国際書院, 1992年）